# 埃利斯·克拉克
埃利斯·伊曼纽尔爵士（英語：Sir Ellis Emmanuel Innocent Clarke；1917年12月28日—2010年12月30日）是特立尼达和多巴哥的第一任总统，同時是最后一任总督。是特立尼达和多巴哥於1962年頒布独立宪法的主要设计者之一。

## 簡歷
克拉克就读于圣玛丽学院，1938年获得了岛上数学奖学金。埃利斯·克拉克就读于伦敦大学的伦敦大学学院，在那里他获得了法学学士学位，并在格雷律師學院獲得律師資格。1941年，他回到西班牙港执业。
他于1954年至1956年担任总检察长，1956-57年担任殖民地副秘书长，1957-62年担任总检察长。1962年特立尼达和多巴哥独立后，他担任驻美国、加拿大和墨西哥大使和常驻联合国代表。
1972年，他接任何才爵士为总督。1976年，当特立尼达和多巴哥成为一个共和国时，克拉克被选举人团一致选举为该国第一任总统，选举团由议会两院的当选议员组成。他再度被人民民族运动控制的选举人团选上，并于1987年完成了第二届任期。与新的国家重建联盟政府的分歧导致克拉克决定不寻求第三个任期。努尔·哈桑纳尼接替了他。
克拉克于1960年被伊丽莎白二世女王授予聖米迦勒及聖喬治勳章，1972年被授予大十字骑士团的骑士勋章。尽管在共和国成立后，他不再使用爵士这个头衔，但从总统职位上退休后，他重新采用了自己的头衔，通常被称为“前总统埃利斯·克拉克爵士”或“埃利斯爵士”。
他和艾曼特鲁德·克拉克夫人（1921-2002）结婚将近50年。他们有三个孩子：彼得·埃利斯·克拉克（與前選美皇后苏珊娜·特拉布雷結婚）、玛格丽特-安（嫁给戈登·菲斯肯）和理查德（童年去世）。
埃里斯·克拉克是1993年被要求向澳大利亚共和国咨询委员会提交报告的六位全球专家之一，详细介绍了澳大利亚从君主立宪制过渡到共和国的经验。
2010年11月24日，克拉克患中风。2010年12月30日，也就是他93岁生日的两天后，他去世了。埃利斯爵士于2011年1月7日下葬。在西班牙港马拉瓦尔路的聖母升天教堂举行了私人葬礼。他的两个活着的孩子和四个孙子都參加葬礼。在私人葬礼之后，一场国葬在位于皇后公园萨凡纳的国家演艺学院大楼举行。这是一个跨宗教的活动，总统、首相和首席大法官在这场活动中献上适当的敬意。出席典禮的有国会议员、参议员、外交使团成员、外国国家元首和政要。经过西班牙港的游行队伍紧随其后。埃利斯爵士的靈柩覆蓋着特立尼达和多巴哥国旗，被安放在加農炮車上，由一辆军用车辆拉着。游行队伍在拉普洛斯公墓停步，在那里他被安葬在克拉克家族的墓地，参加葬礼的有他的家人和朋友。